# Spinete
Spinete község (comune) Olaszország Molise régiójában, Campobasso megyében.

## Fekvése
A megye délnyugati részén fekszik. Határai: Baranello, Bojano, Busso, Casalciprano, Colle d’Anchise és Sant’Elena Sannita.

## Története
A település eredetére pontos adatok nincsenek. Első írásos említései a 12-13. századból származnak. A következő századokban nemesi birtok volt. A 19. században nyerte el önállóságát, amikor a Nápolyi Királyságban felszámolták a feudalizmust.

## Népessége
A népesség számának alakulása:

## Főbb látnivalói
- Palazzo Marchesale
- Santa Maria Assunta-templom
- San Pietro Apostolo-templom